# Amtosaurus amagnus
 Amtosaurus amagnus (“lagarto de Amtgay”)es la única una especie conocida del género dudoso  extinto Amtosaurus de dinosaurio tireoforo anquilosáurido que vivió a finales del período Cretácico, hace aproximadamente entre 90 millones de años, en el Cenomaniense y Santoniense, en lo que es hoy Asia. Encontrado en la Formación Bayanshiree Svita de Mongolia, y llamado Amtosaurus magnus por Kurzanov & Tumanova en 1978 a partir de un cráneo parcial. Originalmente fue considerado un anquilosáurido, sin embargo actualmente se lo ha considerado un hadrosáurido de clasificación incierta por algunos autores. Hence, Parish & Barrett declararón al taxón como nomen dubium en 2004. Una segunda especie, A. archibaldi, fue asignada a otro género, Bissektipelta.